# Yukarıortaören, Çınar
Yukarıortaören là một xã thuộc huyện Çınar, tỉnh Diyarbakır, Thổ Nhĩ Kỳ. Dân số thời điểm năm 2008 là 558 người.